# Gare d’Oermingen
Gare d’Oermingen vasútállomás Franciaországban, Oermingen településen.

## Vasútvonalak
Az állomást az alábbi vasútvonalak érintik:
- Mommenheim-Sarreguemines-vasútvonal

## Kapcsolódó állomások
A vasútállomáshoz az alábbi állomások vannak a legközelebb:
- Gare de Kalhausen
- Gare de Vœllerdingen